# Rubus sellowii
Rubus sellowii är en rosväxtart som beskrevs av Adelbert von Chamisso och Schltdl.. Rubus sellowii ingår i släktet rubusar, och familjen rosväxter. Utöver nominatformen finns också underarten R. s. calvescens.